# Alfred Ernst (Offizier)
Alfred Ernst (* 13. Dezember 1904 in Bern; † 17. Oktober 1973 ebenda) war ein Schweizer Jurist, Offizier (Oberstkorpskommandant) und Militärtheoretiker.

## Leben
Ernst wurde als Sohn eines Obergerichtspräsidenten geboren. Er besuchte das Freie Gymnasium Bern und studierte Rechtswissenschaft an der Universität Bern und der Ludwig-Maximilians-Universität München. 1932 wurde er zum Dr. iur. promoviert und als Anwalt zugelassen. 1939 übernahm er die Leitung des Büros Deutschland beim militärischen Nachrichtendienst und engagierte sich 1940 im Offiziersbund und bei der Aktion nationaler Widerstand.
Von 1947 bis 1962 war er Privatdozent für Militärwissenschaften an der Universität Basel und der Universität Bern. 1949 wurde er zusätzlich Chef der Sektion Heeresorganisation in der Generalstabsabteilung. 1962 wurde er Honorarprofessor für Militärwissenschaften und Kriegsgeschichte an der Universität Bern. 1956 war er Kommandant der Generalstabskurse. Er wechselte 1957 zur 8. Division und 1965 zum Feldarmeekorps 2.
Ernst machte sich als Militärtheoretiker und ‑stratege einen Namen und war von 1955 bis 1958 Zentralpräsident der Schweizerischen Offiziersgesellschaft. Er war ein Anhänger der statischen Verteidigung. Er befürwortete die Streichung des Jesuiten- und Klosterartikels (1973) aus der Bundesverfassung.
Er war erster Präsident der Schweizerischen Vereinigung für Militärgeschichte und Militärwissenschaft.
Der spätere Brigadier Hans-Ulrich Ernst war sein Sohn, die pazifistisch orientierte SP-Nationalrätin Ursula Bäumlin-Ernst seine Tochter.

## Schriften (Auswahl)
- Die Ordnung des militärischen Oberbefehls im schweizerischen Bundesstaat (= Basler Beiträge zur Geschichtswissenschaft. Band 31). Helbing & Lichtenhahn, Basel 1948.
- Die Konzeption der schweizerischen Landesverteidigung 1815–1966. Huber, Frauenfeld u. a. 1971, ISBN 3-7193-0006-4.